# Axel Mörner (bruksägare)
Axel Edward Knut Mörner af Morlanda, född 17 april 1824 i Stockholm, död 18 juli 1911 på Björksunds gods i Tystberga församling, var en svensk greve, bruksägare och  riksdagsman. 
Han var son till statsrådet Adolf Göran Mörner och Katarina Ulrika Heijkensköld, som var dotter till Detlof Heijkenskjöld d.y. av adelsätten Heijkensköld. Mörner blev 1840 student vid Uppsala universitet, avlade 1851 juris kandidatexamen och blev vice häradshövding 1853. Han var disponent på Björksund i Södermanland åren 1855–1858 och blev ensam ägare till detsamma 1888.
Mörner var i riksdagen ledamot av Ridderskapet och adeln 1853–1854. Han var ledamot av första kammaren 1868–1880 för Södermanlands län samt ledamot av andra kammaren 1882–1884 för Rönö, Hölebo Och Daga härader.